# Brianna Glenn
Brianna Glenn (ur. 18 kwietnia 1980) – amerykańska lekkoatletka specjalizująca się w skoku w dal.

## Osiągnięcia
- 9. miejsce na pucharze świata (Madryt 2002)
- 9. lokata podczas mistrzostw świata (Berlin 2009)
- 7. miejsce w konkursie skoku w dal podczas pucharu interkontynentalnego (Split 2010)
- medalistka mistrzostw USA oraz międzynarodowych mistrzostw Irlandii

## Rekordy życiowe
- skok w dal (stadion) – 6,81 (2010)
- skok w dal (hala) – 6,78 (2010)
- bieg na 100 m – 11,10 (2007)